# الاحتلال الألماني لتشيكوسلوفاكيا

تقسيم تشيكوسلوفاكيا بين عامي 1938–1939.

بدأ الاحتلال الألماني لتشيكوسلوفاكيا (1938-1945) بضم ألمانيا للمناطق الحدودية لتشيكوسلوفاكيا المعروفة باسم سوديتنلاند، بموجب الشروط التي حددها اتفاق ميونيخ. كان الحرمان المزعوم الذي عانى منه السكان من الأصل الألماني الذين يعيشون في تلك المناطق ذريعة الزعيم الألماني أدولف هتلر لهذا الإجراء. توجد تحصينات حدودية تشيكوسلوفاكية جديدة واسعة النطاق في نفس المنطقة.
بعد ضم النمسا إلى ألمانيا النازية (الأنشلوس) في مارس 1938، أصبح غزو تشيكوسلوفاكيا وتفككها هدف هتلر المقبل.
أضعف دمج منطقة سوديتنلاند مع ألمانيا، والذي بدأ في 1 أكتوبر 1938، من بقية تشيكوسلوفاكيا، وأصبحت عاجزة عن مقاومة الاحتلال اللاحق. علاوة على ذلك، احتلت بولندا جزءًا صغيرًا من شمالي شرقي البلاد من المنطقة الحدودية المعروفة باسم زاولزي وضمها إلى بولندا بطريقة ظاهرية «لحماية» المجتمع العرقي البولندي المحلي ونتيجة للمطالبات الإقليمية السابقة (النزاعات التشيكية البولندية في الأعوام 1918-1920).
في 15 مارس 1939، أي بعد يوم واحد من إعلان الدولة السلوفاكية، انتقل الفيرماخت الألماني إلى بقية تشيكوسلوفاكيا ومن قلعة براغ، أعلن هتلر محمية بوهيميا ومورافيا بعد المفاوضات مع إميل هاشا، الذي بقي رئيسًا تقنيًا لـلدولة، بلقب رئيس الدولة. ومع ذلك، فقد أصبح عاجزًا؛ السلطة الحقيقية كانت مخولة إلى حامي الرايخ، الذي شغل منصب الممثل الشخصي لهتلر. انتهى الاحتلال باستسلام ألمانيا بعد الحرب العالمية الثانية.

## مطالب الحكم الذاتي للسوديت
عرض زعيم السوديت الألماني المؤيد للنازية كونراد هنلين حزب السوديت الألماني كممثل لحملة هتلر. التقى هنلين مع هتلر في برلين في 28 مارس 1938، حيث تلقى تعليمات برفع مطالب غير مقبولة للحكومة التشيكية السلوفاكية بقيادة الرئيس إدوارد بينيس. في 24 أبريل، أصدر حزب السوديت الألماني برنامج كارلسباد، مطالبًا بالحكم الذاتي في السوديتلاند وحرية اعتناق الأيديولوجية الاشتراكية القومية. وإذا تمت الموافقة على مطالب هينلين، فكانت سوديتلاند ستتمكن بعد ذلك من الانضمام إلى ألمانيا النازية.
«لا أطلب السماح لألمانيا بقمع ثلاثة ملايين ونصف المليون فرنسي، ولا أطلب أن يوضع ثلاثة ملايين ونصف المليون إنجليزي تحت رحمتنا. بدلاً من ذلك، أطلب ببساطة أن تتوقف تشيكوسلوفاكيا عن اضطهاد ثلاثة ملايين ونصف المليون ألماني وأن يحل الحق في تقرير المصير موضعه». - خطاب أدولف هتلر في مؤتمر حزب العمال الوطني الاشتراكي الألماني 1938.

## اتفاق ميونيخ
أظهر رد الفعل البارد تجاه الانضمام الألماني مع النمسا (الأنشلوس) أن حكومات فرنسا والمملكة المتحدة وتشيكوسلوفاكيا مصممة على تجنب الحرب بأي ثمن. لم ترغب الحكومة الفرنسية في مواجهة ألمانيا بمفردها وأخذت زمام المبادرة من الحكومة البريطانية ورئيس الوزراء، نيفيل تشامبرلين. زعم تشامبرلين أن المظالم الألمانية في سوديت كانت مبررة وأنه يعتقد أن نوايا هتلر كانت محدودة. لذلك، نصحت بريطانيا وفرنسا تشيكوسلوفاكيا بالتنازل عن المطالب الألمانية. قاوم بينيس، وفي 20 مايو 1938، كانت هناك تعبئة جزئية ردا على الغزو الألماني المحتمل. توقع البعض احتمالية التعبئة على أساس معلومات سوفيتية خاطئة عن كون ألمانيا على وشك الغزو، والتي تهدف إلى إشعال حرب بين القوى الغربية. في 30 مايو، وقع هتلر على توجيه سري للحرب ضد تشيكوسلوفاكيا ليبدأ في موعد أقصاه 1 أكتوبر.
في غضون ذلك، طلبت الحكومة البريطانية من بينيس أن يلتمس وسيطًا. قبل بينيس هذا الطلب عن كره لعدم رغبته في قطع علاقات حكومته مع أوروبا الغربية. عيّن البريطانيون اللورد رونسيمان وأمروه بإقناع بينيس بالموافقة على خطة مقبولة لدى الألمان السوديتيين. في 2 سبتمبر، قدم بينيس الخطة الرابعة، مانحًا جميع متطلبات برنامج كارلسبادر تقريبًا. ومع ذلك، نظم الحزب الديمقراطي الاشتراكي مظاهرات أثارت ردًا من الشرطة في أوسترافا في 7 سبتمبر حيث كانوا عازمين فيها على عرقلة التسوية.
أوقف الألمان السوديتيون المفاوضات في 13 سبتمبر، تلا ذلك العنف والاضطراب. عندما حاولت القوات التشيكوسلوفاكية استعادة النظام، طار هنلين إلى ألمانيا، وفي 15 سبتمبر أصدر إعلانًا يطالب ألمانيا باستيلاء ألمانيا على سودتنلاند.
في اليوم نفسه، التقى هتلر مع تشامبرلين وطالب باستيلاء الرايخ الثالث السريع على السوديتلاند تحت تهديد الحرب. زعم هتلر أن التشيكيين كانوا يذبحون الألمان السوديتيين. أحال تشامبرلين الطلب إلى الحكومتين البريطانية والفرنسية. كلاهما قبل به. قاومت حكومة تشيكوسلوفاكيا، قائلة إن اقتراح هتلر من شأنه أن يدمر اقتصاد البلاد ويؤدي في النهاية إلى سيطرة ألمانيا على كل تشيكوسلوفاكيا. أصدرت المملكة المتحدة وفرنسا إنذارًا نهائيًا، قطعت فيه تعهدًا فرنسيًا بتشيكوسلوفاكيا بشرط القبول. في 21 سبتمبر، استسلمت تشيكوسلوفاكيا. ومع ذلك، أضاف هتلر في اليوم التالي مطالب جديدة، أصر فيها على تلبية مطالب بولندا والمجر. دُعيت رومانيا أيضًا للمشاركة في تقسيم كارباثيان روثينيا، لكنها رفضت، نظرًا لكونها حليفة لتشيكوسلوفاكيا (الوفاق الصغير).
أدى الاستسلام التشيكوسلوفاكي إلى اندلاع غضب وطني. في المظاهرات والتجمعات، دعا التشيك والسلوفاكيون إلى حكومة عسكرية قوية للدفاع عن سلامة الدولة. تشكلت حكومة جديدة بقيادة الجنرال جان سيروف، وفي 23 سبتمبر 1938 صدر مرسوم التعبئة العامة. كان الجيش التشيكوسلوفاكي حديثًا ويمتلك نظامًا ممتازًا للتحصينات الحدودية ومستعدًا للقتال. أعلن الاتحاد السوفيتي عن استعداده للحضور لمساعدة تشيكوسلوفاكيا. ومع ذلك، رفض بينيس خوض الحرب دون دعم من القوى الغربية.
ألقى هتلر خطابا في برلين في 26 سبتمبر 1938 وأعلن أن منطقة سوديتلاند كانت آخر مطلب إقليمي يجب عليه تقديمه في أوروبا. ذكر أيضًا أنه أخبر تشامبرلين: «طمأنته أكثر من مرة، وهذا ما كررته أمامه، بمجرد حل هذه المشكلة، لن تكون هناك أي مشاكل إقليمية أخرى لألمانيا في أوروبا».
في 28 سبتمبر، ناشد تشامبرلين هتلر لحضور مؤتمر. التقى هتلر في اليوم التالي، في ميونيخ، مع رؤساء حكومات فرنسا وإيطاليا وبريطانيا. لم تتم دعوة الحكومة التشيكوسلوفاكية أو استشارتها. في 29 سبتمبر، وقعت ألمانيا وإيطاليا وفرنسا وبريطانيا اتفاقية ميونيخ. استسلمت الحكومة التشيكوسلوفاكية في 30 سبتمبر ووافقت على الالتزام بالاتفاقية. ينص اتفاق ميونيخ على أن تشيكوسلوفاكيا يجب أن تتنازل عن أراضي سوديت إلى ألمانيا، وأن ينتهي الاحتلال الألماني لسودتلاند بحلول 10 أكتوبر. تشرف لجنة دولية ممثلة من ألمانيا وبريطانيا وفرنسا وإيطاليا وتشيكوسلوفاكيا على استفتاء عام لتحديد الحدود النهائية. وعدت بريطانيا وفرنسا بالانضمام إلى ضمان دولي للحدود الجديدة ضد العدوان غير المبرر. ومع ذلك، لم تنضم ألمانيا وإيطاليا إلى الضمان إلى أن تحل مشاكل الأقلية البولندية والمجرية.
في 5 أكتوبر 1938، استقال بينيس من منصبه كرئيس لتشيكوسلوفاكيا، مدركًا أن سقوط تشيكوسلوفاكيا كان حقيقة واقعة. بعد اندلاع الحرب العالمية الثانية، شكل حكومة تشيكوسلوفاكية في المنفى في لندن.

## جائزة فيينا الأولى
في أوائل نوفمبر 1938، بموجب جائزة فيينا الأولى، والتي كانت نتيجة لاتفاق ميونيخ، بعد فشل تشيكوسلوفاكيا (سلوفاكيا لاحقًا) في التوصل إلى حل وسط مع المجر وبولندا، أجبرت ألمانيا وإيطاليا سلوفاكيا على التنازل عن جنوبها (ثلث الأراضي السلوفاكية) إلى المجر، بينما غزت بولندا إقليم زولزي بعد فترة وجيزة.
نتيجة لذلك، فقدت بوهيميا ومورافيا وسيليزيا 38% من مساحتها الكلية لصالح ألمانيا وحوالي 3.2 مليون ألماني و750 ألف مواطن تشيكي. تلقت المجر 11882 كم مربع (4588 ميل مربع) في جنوب سلوفاكيا وجنوب روثينيا. وفقًا لتعداد عام 1941، كان نحو 86.5% من السكان في هذه المنطقة مجريًا. وفي الوقت نفسه، ضمت بولندا مدينة تشيسكي توسين بالمنطقة المحيطة بها (نحو 906 كيلومتر مربع)، يسكنها حوالي 250 ألف نسمة، يشكل البولنديون نحو 36% منهم، ومنطقتين حدوديتين صغيرتين في شمال سلوفاكيا، سبيش وأورافا. (226 كم مربع (87 ميل مربع)، 4280 نسمة، يشكل البولنديون فقط 0.3% منهم).
بعد فترة وجيزة من اتفاق ميونيخ، هرب 115,000 تشيكي و30,000 ألماني إلى ما تبقى من تشيكوسلوفاكيا.
وفقا لمعهد مساعدة اللاجئين، بلغ العدد الفعلي للاجئين في مارس 1939 ما يقرب من 150,000.
في 4 ديسمبر 1938، كانت هناك انتخابات في ريتششاو سوديتنلاند، وصوت 97.32% من السكان البالغين لصالح الحزب الاشتراكي الوطني. انضم حوالي 500,000 من الألمان السوديتيين إلى الحزب الاشتراكي الوطني، والذي كان يمثل 17.34% من السكان الألمان في سوديتلاند (كان متوسط مشاركة الحزب الوطني الاشتراكي في ألمانيا النازية 7.85%). هذا يعني أن سوديتنلاند كانت أكثر المناطق الموالية للنازية في الرايخ الثالث. بسبب معرفتهم للغة التشيكية، توظف العديد من الألمان السوديت في محمية بوهيميا ومورافيا وفي المنظمات النازية مثل الجستابو. وكان أبرزهم كارل هيرمان فرانك، عضو فرقة أس أس وقائد شرطة والأمين العام ووزير الخارجية في المحمية.

## وصلات خارجية
- Hitler’s directive for “Operation Green”